# بيير بيان
بيير بيان (بالفرنسية: Pierre Péan)‏ (5 مارس 1935 - 25 يوليو 2019) كان صحفيًّا استقصائيًّا فرنسيًّا، حاز وسام جوقة الشرف الفرنسي.
ألف عدة كتب تتناول فضائح سياسية ووقائع تاريخية، من بينها كتاب «السطو على مدينة الجزائر: التحقيق في عملية نهب يوليو 1830»، الذي تناول سطو خزائن مدينة الجزائر لمصلحة شارل العاشر وزوجته من أجل توجيه الهيئة الناخبة.

## وصلات خارجية
- بيير بيان على موقع IMDb (الإنجليزية)
- بيير بيان على موقع قاعدة بيانات الفيلم (الإنجليزية)

1. ↑   https://www.legifrance.gouv.fr/affichTexte.do?cidTexte=JORFTEXT000028416190. اطلع عليه بتاريخ 2019-07-26. {{استشهاد ويب}}: |url= بحاجة لعنوان (مساعدة) والوسيط |title= غير موجود أو فارغ (من ويكي بيانات) (مساعدة)
2. 1 2  Who's Who in France (بالفرنسية), Paris, ISSN:0083-9531, QID:Q5924723
3. ↑   https://www.lemonde.fr/disparitions/article/2019/07/26/mort-de-l-ecrivain-et-journaliste-d-investigation-pierre-pean_5493540_3382.html. {{استشهاد ويب}}: |url= بحاجة لعنوان (مساعدة) والوسيط |title= غير موجود أو فارغ (من ويكي بيانات) (مساعدة)
4. ↑   https://www.nouvelobs.com/medias/20190726.AFP1325/deces-de-l-ecrivain-et-journaliste-enqueteur-pierre-pean.html. {{استشهاد ويب}}: |url= بحاجة لعنوان (مساعدة) والوسيط |title= غير موجود أو فارغ (من ويكي بيانات) (مساعدة)
5. ↑  Journal officiel de la République française (بالفرنسية), 1er janvier 2014, p. 8, ISSN:0242-6773, QID:Q1815103 {{استشهاد}}: تحقق من التاريخ في: |publication-date= (help)
6. ↑  "وفاة الصحفي بيار بيان مؤلف كتاب "السطو على مدينة الجزائر"". النهار. 26 يوليو 2019. مؤرشف من الأصل في 2019-07-27. اطلع عليه بتاريخ 2019-07-27.